# Hrabstwo Crockett (Teksas)

Piramida wieku hrabstwa

Hrabstwo Crockett – rolnicze hrabstwo w Stanach Zjednoczonych, w stanie Teksas, na zachodnim krańcu Płaskowyżu Edwardsa. Siedzibą hrabstwa jest Ozona. Jest jednym z największych i najsłabiej zaludnionych hrabstw w stanie (0,39 os./km²). Według spisu w 2020 roku populacja hrabstwa spadła do 3,1 tys. mieszkańców. Zachodnią granicę hrabstwa wyznacza rzeka Pecos.
Większość mieszkańców (63%) stanowią Latynosi.

## Gospodarka
Hrabstwo Crockett posiada jedne z największych stad kóz w kraju (35,6 tys. w 2017 roku), oraz największe stado owiec w Teksasie (60,1 tys. w 2017 roku). Ponadto wydobycie gazu ziemnego i ropy naftowej też należą do najwyższych w kraju.

## Historia
Hrabstwo utworzono w 1875 roku poprzez wydzielenie terytorium z Bexar Land District, jednak później podlegało jeszcze zmianom a ostateczny, obecny kształt uzyskało dopiero w 1891 roku. Nazwa hrabstwa pochodzi od nazwiska Davida Crocketta, kongresmena i jednego z obrońców w bitwie o Alamo.

## Sąsiednie hrabstwa
- Hrabstwo Upton (północ)
- Hrabstwo Reagan (północ)
- Hrabstwo Irion (północny wschód)
- Hrabstwo Schleicher (wschód)
- Hrabstwo Sutton (wschód)
- Hrabstwo Val Verde (południe)
- Hrabstwo Terrell (południowy zachód)
- Hrabstwo Pecos (zachód)
- Hrabstwo Crane (północny zachód)

## Miasto
- Ozona

## Główne drogi
Przez teren hrabstwa przebiega między innymi autostrada międzystanowa, droga krajowa oraz kilka stanowych:
- Autostrada międzystanowa nr 10
- U.S. Route 190
- Droga stanowa nr 137
- Droga stanowa nr 163
- Droga stanowa nr 349